# Лагундо
Лагундо (итал. Lagundo) је насеље у Италији у округу Болцано, региону Трентино-Јужни Тирол.
Према процени из 2011. у насељу је живело 2977 становника. Насеље се налази на надморској висини од 332 м.

## Становништво
| 1931. | 1936. | 1951. | 1961. | 1971. | 1981. | 1991. | 2001. | 2011. |
| ----- | ----- | ----- | ----- | ----- | ----- | ----- | ----- | ----- |
| 3.068 | 3.151 | 3.151 | 3.309 | 3.524 | 3.631 | 3.841 | 4.169 | 4.873 |